# Jean-Baptiste-Marie Budes de Guébriant
Jean-Baptiste-Marie Budes de Guébriant MEP (chiń. 光若翰; ur. 11 grudnia 1860 w Paryżu, zm. 6 marca 1935 tamże) – francuski duchowny rzymskokatolicki, misjonarz, wikariusz apostolski Jianchangu i Kantonu, przełożony generalny Towarzystwa Misji Zagranicznych w Paryżu.

## Życiorys
Ukończył Collège Stanislas. W październiku 1881 wstąpił do seminarium duchownego. 5 lipca 1885 otrzymał święcenia prezbiteriatu z rąk wikariusza apostolskiego Pondicherry François-Jeana-Marii Laouënana MEP i został kapłanem Towarzystwa Misji Zagranicznych w Paryżu. Następnie wyjechał na misje do Syczuanu w Chinach.
Po nauczeniu się języka chińskiego, kierował rozległymi parafiami, w których niewielkie grupy katolików żyły w dużym rozproszeniu. W 1894 przeszedł tyfus. W 1895 niepokoje związane z wojną chińsko-japońską przyniosły zniszczenie misji i prześladowania chrześcijan, zmuszając ks. Budesa de Guébrianta do ucieczki. Po ich zakończeniu powrócił do pracy w rejonie. W 1898 został prowikariuszem misji w wikariacie apostolskim Południowego Syczuanu. Odbył podróż do Pekinu, Szanghaju i Japonii, uzyskując korzystne rozstrzygnięcie w sprawie reperacji za zniszczenia budynków misyjnych. W 1900 powrócił do Suifu.

### Biskup
12 sierpnia 1910 papież Pius X mianował go ordynariuszem nowej jednostki administracji kościelnej w Syczuanie, wydzielonego z wikariatu apostolskiego Południowego Syczuanu, wikariatu apostolskiego Jianchangu oraz biskupem tytularnym euroejskim. 20 listopada 1910 w Suifu przyjął sakrę biskupią z rąk wikariusza apostolskiego Wschodniego Syczuanu Célestina-Félixa-Josepha Chouvellona MEP. Współkonsekratorem był koadiutor wikariusza apostolskiego Południowego Syczuanu Jean-Pierre-Marie Fayolle MEP. Przy sakrze asystował Edouard François Gourdin MEP.
Po sakrze odbył podróż do Francji. Gdy powrócił w 1911 dowiedział się, że w jego wikariacie trwają niepokoje i prześladowania chrześcijan - misjonarz i 25 osób świeckich zostało zamordowanych, a kilkuset wiernych musiało uciekać z regionu. Później sytuacja się unormowała. Po wybuchu I wojny światowej 8 z 12 podległych mu misjonarzy otrzymało wezwanie do wojska. Bp Budes de Guébriant wyświęcił na księdza pierwszego Chińczyka w wikariacie. Kierowany przez niego wikariat w 1915 liczył 6500 wiernych, 77 szkół oraz seminarium z 40 seminarzystami.
28 kwietnia 1916 papież Benedykt XV mianował go wikariuszem apostolskim Kantonu. Do miasta wyjechał 8 stycznia 1917. Na nowym stanowisku przeprowadził podział wikariatu apostolskiego Kantonu, wydzielając z niego dwa nowe wikariaty. W 1919 z polecenia Benedykta XV przeprowadzał wizytację wikariatów apostolskich w Chinach. W 1920 udał się do Rzymu, gdzie 21 marca 1921 został wybrany przełożonym generalnym Towarzystwa Misji Zagranicznych w Paryżu, którą to funkcję pełnił do śmierci. Złożył wówczas rezygnację z katedry w Kantonie. 10 grudnia 1921 otrzymał od papieża tytuł arcybiskupa tytularnego Marcianopolis.
W 1913 został kawalerem Legii Honorowej, a 21 października 1932 jej oficerem.

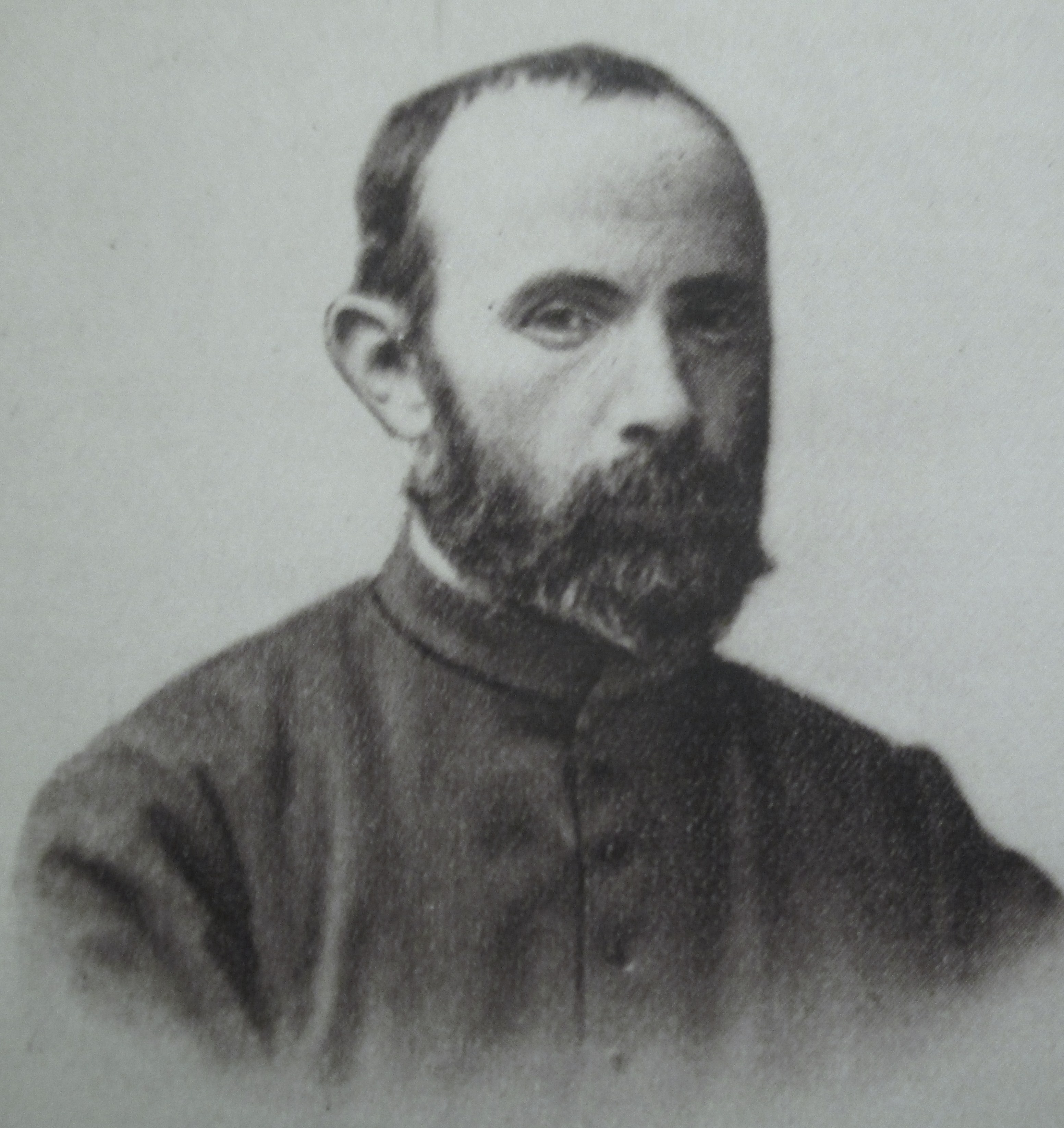
Budes de Guébriant jako misjonarz
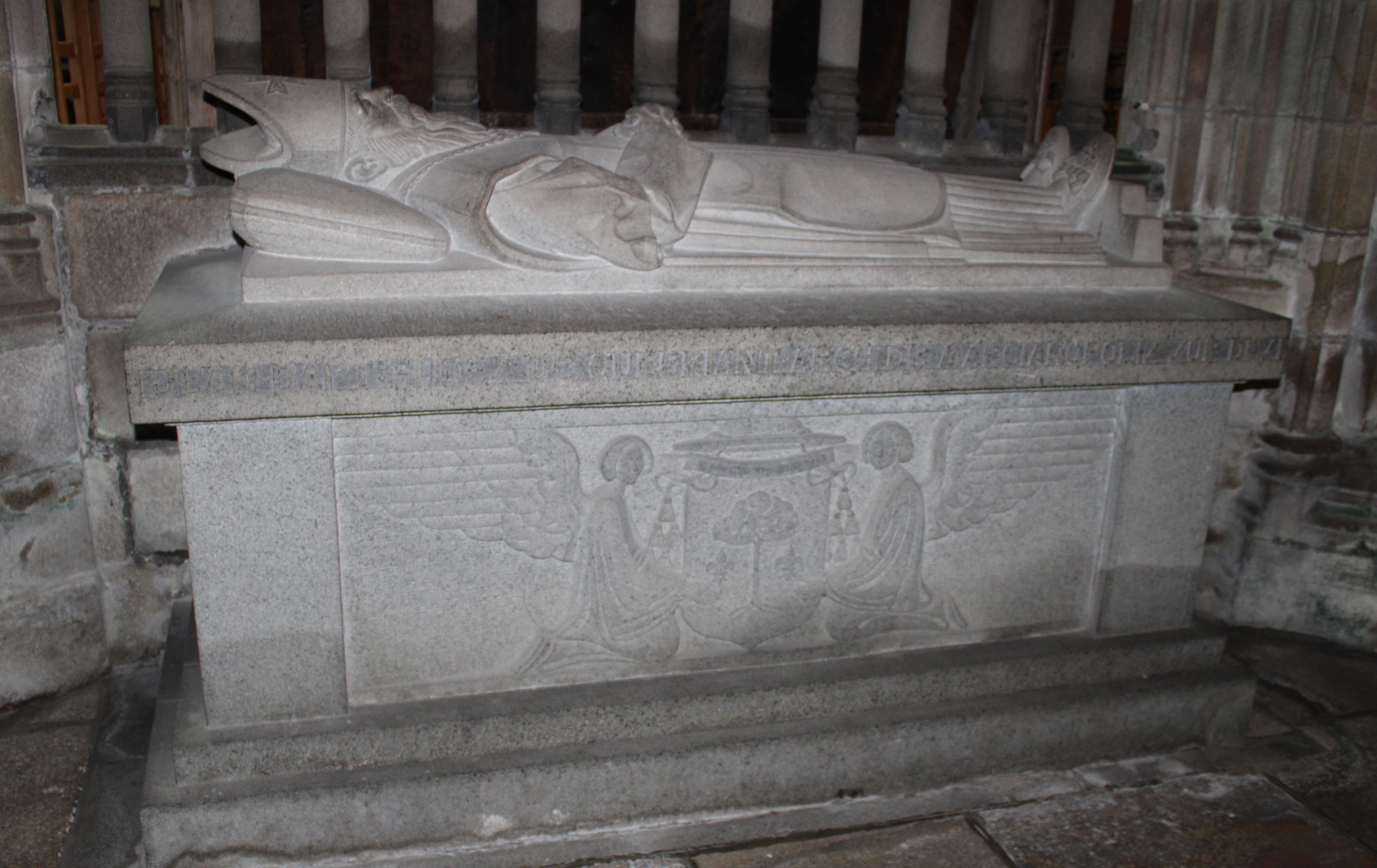
Nagrobek abpa Budesa de Guébrianta